# Куземское сельское поселение
Куземское сельское поселение — муниципальное образование в составе Кемского района Республики Карелия Российской Федерации. Административный центр — посёлок Кузема.

## Население
| 2009 | 2010 | 2012 | 2013 | 2014 | 2015 | 2016 |
| ---- | ---- | ---- | ---- | ---- | ---- | ---- |
| 722  | ↘529 | ↘515 | ↘506 | ↘482 | ↘453 | ↘435 |
| 2017 | 2018 | 2019 | 2020 | 2021 | 2023 |      |
| ↘414 | ↘412 | ↘388 | ↘377 | ↘310 | ↘286 |      |

## Населённые пункты
В сельское поселение входят 8 населённых пунктов:
| № | Населённый пункт | Тип населённого пункта | Население |
| - | ---------------- | ---------------------- | --------- |
| 1 | Воньга           | деревня                | →2        |
| 2 | Гридино          | село                   | ↘72       |
| 3 | Калгалакша       | село                   | ↘45       |
| 4 | Кузема           | посёлок                | ↘325      |
| 5 | Ламбино          | станция                | →0        |
| 6 | Поньгома         | деревня                | →57       |
| 7 | Поньгома         | станция                | →1        |
| 8 | Сиг              | станция                | →4        |